# لوورن (مینه‌سوتا)
لوورن، مینه‌سوتا (به انگلیسی: Luverne, Minnesota) یک شهر در ایالات متحده آمریکا است که در شهرستان راک واقع شده‌است.

## خصوصیات
لوورن ۹٫۵۶ کیلومترمربع مساحت و ۴٬۷۴۵ نفر جمعیت دارد و ۴۴۷ متر بالاتر از سطح دریا واقع شده‌است.